# Fairground Attraction
Fairground Attraction was een Schotse folk- en rockband. De band is voornamelijk bekend van de singles Perfect en Find My Love, beide afkomstig van het debuutalbum The First of a Million Kisses uit 1988. De band won twee Brit Awards in 1989 maar viel een jaar later uit elkaar. Zangeres Eddi Reader en gitarist Mark E. Nevin startten hierna solocarrières, Nevin ook als producer.

## Geschiedenis
Fairground Attraction begon toen Eddi Reader (zang/teksten), die bij Alison Moyet en Eurythmics al als achtergrondzangeres had gewerkt, aan haar vriend Mark E. Nevin (tekstschrijver/gitaar) vroeg om liedjes voor haar te schrijven. Aangevuld met Roy Dodds (percussie) en Simon Edwards (guitaron) kwam Fairground Attraction tot leven. De groep speelde in kleine clubs en pubs en werd geleidelijk bekender. 
Zij ondertekenden in 1987 een contract bij RCA en in april 1988 brachten ze hun debuutsingle Perfect (Fairground Attraction) uit. Dit nummer in een pop/rockabilly-stijl bleek een waar succes en stond binnen de kortste keren in de hoogste regionen van de hitlijsten, met zelfs 2 weken nummer één in de UK single-chart. 
Hun debuutalbum, The First Of A Million Kisses, was een goede weergave van hun muzikale kwaliteiten. Het was een verzameling van liedjes met een mix van folk, jazz, country en cajun, gemixt tot akoestische popmuziek met romantische lyrische teksten van Mark E. Nevin en de emotionele en expressieve zang van Eddi Reader. Het album deed het ook goed in de albumlijsten. Uitgebracht in mei 1988, kwam het album binnen op nummer drie (toppositie: nummer twee) van de UK-albumlijst.
Bij de Brit Awards van het volgende jaar kregen ze de prijs voor het Beste Album voor dit album evenals de prijs voor de beste single voor Perfect. Naast Perfect werden er nog drie nummers van het album uitgebracht: Find My Love, A Smile In A Whisper en Clare. Perfect werd later nog een keer uitgebracht ter promotie van het compilatiealbum Celtic Heart.
Zij waren ook populair in andere Europese landen en deden zelfs een tour in de V.S.. In Japan, waar hun populariteit net zo hoog was als in de UK, toerden ze rond in juni en juli 1989, waarbij zij zes uitverkochte shows gaven. Een daarvan is opgenomen en uitgebracht op de live-cd Kawasaki Live in Japan, die 14 jaar later (2003) werd uitgebracht.
Kort na hun tour in Japan, in september 1989, meldden sommige bronnen dat er onenigheid was ontstaan tijdens de opname van hun tweede - nooit uitgebrachte - album. Men verwachtte dat er veel nummers op zouden staan die tijdens de tour in Japan al waren gespeeld. Veel van de nummers werden later uitgebracht op het album Goodbye to Songtown van het gelegenheidsduo Sweetmouth, bestaande uit voormalig Fairground Attraction-lid Mark E. Nevin en Brian Kennedy (die had meegespeeld op de Japanse tour van Fairground Attraction).
In januari 1990 kondigde men officieel aan dat de band nog één album Ay Fond Kiss met B-kanten van eerdere singles en enkele live nummers zou uitbrengen. De single Walking Round Midnight werd uitgebracht als afscheidssingle.
Na het uiteengaan van Fairground Attraction zijn Eddi Reader en Mark E. Nevin solo verdergegaan.
Hun bekendste nummer Perfect is later gebruikt in commercials van Hertog Jan bier op de Nederlandse televisie.

## Bezetting
- Eddi Reader - Zang en teksten
- Mark E. Nevin -  Gitaar en teksten en muziek
- Roy Dodds - Percussie
- Simon Edwards - Guitarrón

## Discografie

### Studioalbums
- The First of A Million Kisses (1988)
- Ay Fond Kiss (1990)

### Livealbum
- Kawasaki Live in Japan 02.07.89 (2003)

### Compilatiealbums
- The Collection: Fairground Attraction, featuring Eddi Reader (1994)
- Perfect: The Best of Fairground Attraction (1995)
- The Very Best of Fairground Attraction, featuring Eddi Reader (1996)
- The Masters (1997)
- 80s Eternal Best: Fairground Attraction Best (1998)
- The Best of Fairground Attraction (2004)

### Singles
- Perfect (1988)
- Perfect (Celtic Heart)
- Find My Love (1988)
- A Smile in A Whisper (1989)
- Clare (1989)
- Walking After Midnight (1991)

### NPO Radio 2 Top 2000
| Nummer met noteringen in de NPO Radio 2 Top 2000 | '99  | '00-'01 | '02  |
| ------------------------------------------------ | ---- | ------- | ---- |
| Perfect                                          | 1563 | -       | 1493 |

1. ↑  Een '-' betekent dat het nummer niet was genoteerd en een vetgedrukt getal geeft de hoogste notering aan.
2. ↑  Deze tabel is bijgewerkt tot en met de laatste editie (2024).